# Desastre

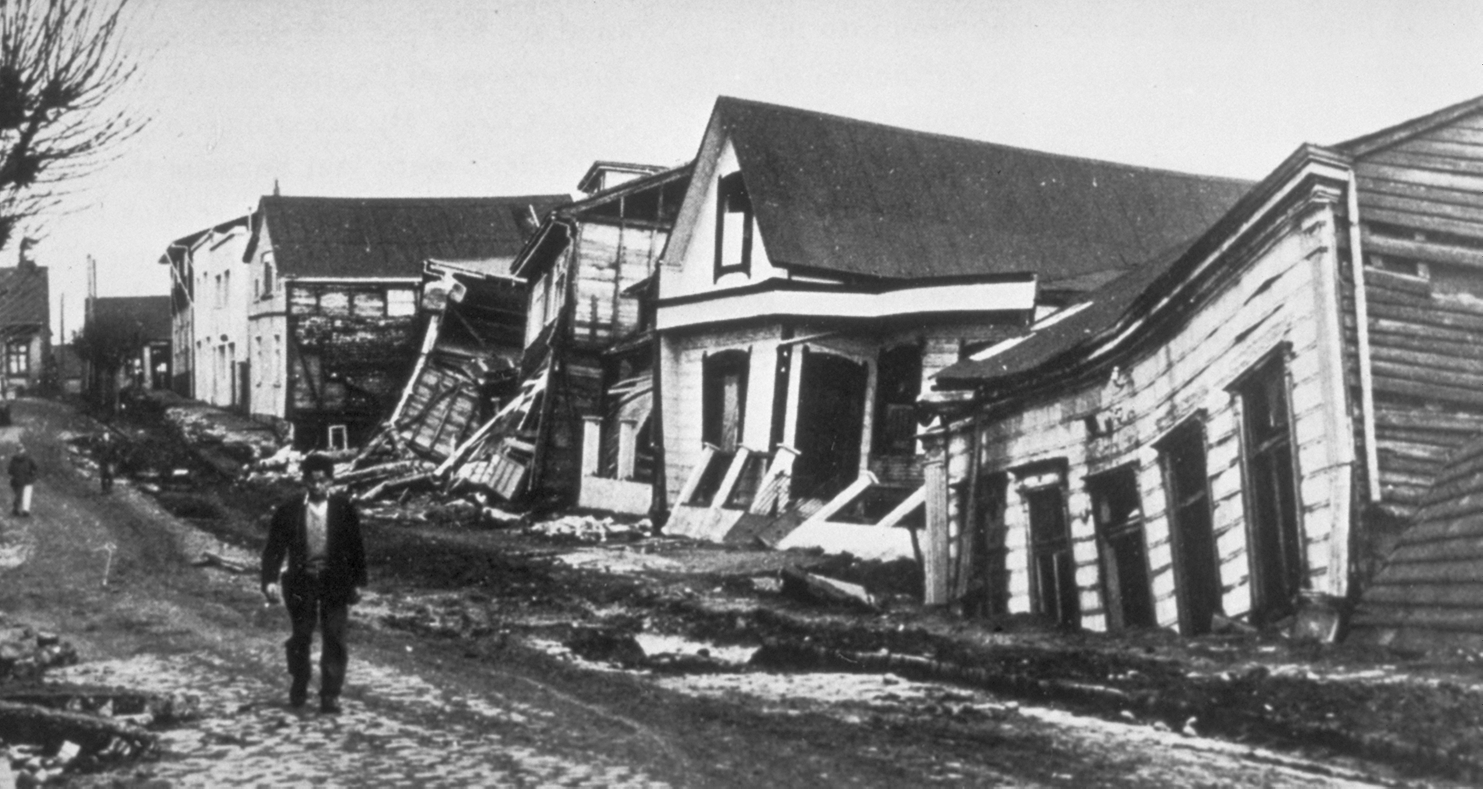
Ejemplo de un desastre producido por el terremoto del año 1960 en Valdivia, Chile, el sismo más fuerte registrado en la historia de la humanidad, con 9,5 grados en la escala de Richter.

Un desastre es un hecho de origen natural o provocado por el ser humano, que afecta negativamente a la vida, al sustento o a la industria y desemboca con frecuencia en cambios permanentes en las sociedades humanas y a los animales que habitan en ese lugar; en los ecosistemas y en el medio ambiente. Una catástrofe es un suceso que tiene consecuencias desastrosas. Los desastres ponen de manifiesto la vulnerabilidad del equilibrio necesario para sobrevivir y prosperar. El desastre o catástrofe de categoría superior o global se denomina cataclismo.

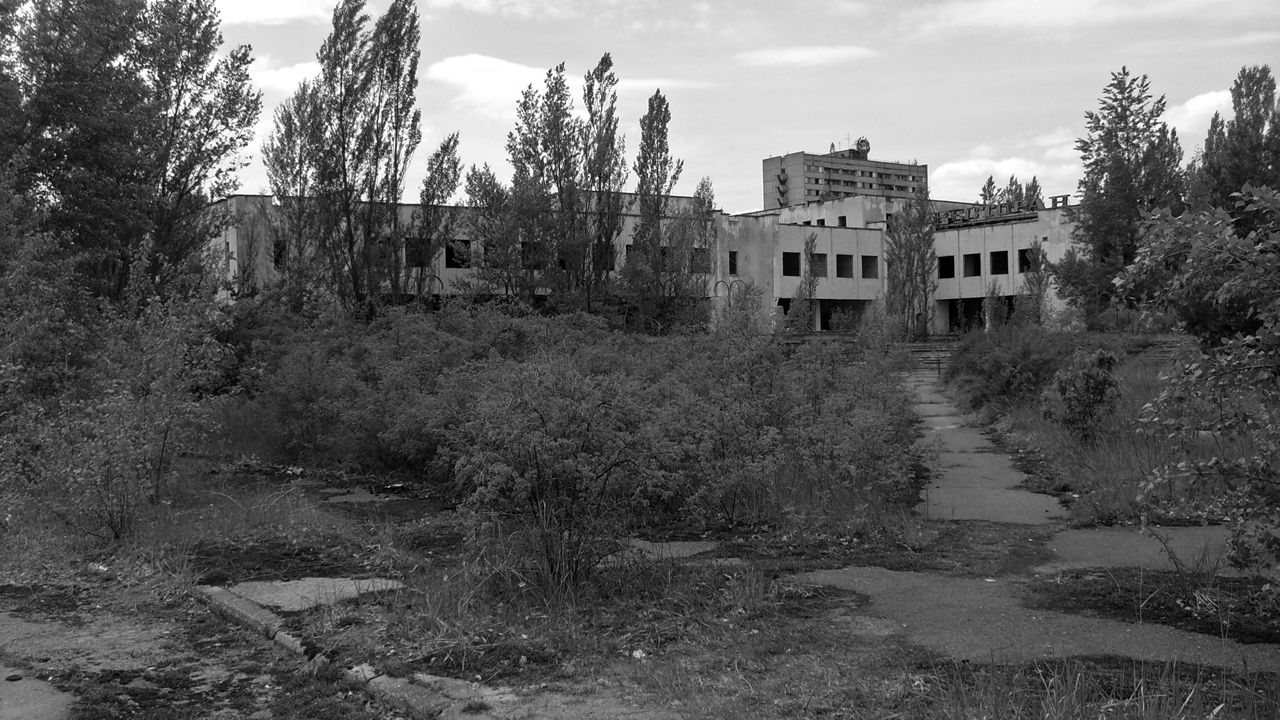
Ejemplo de un desastre producido por el ser humano: la ciudad de Pripyat, abandonada tras el desastre de Chernóbyl, en el que explotó uno de los reactores de la planta nuclear de la ciudad. La radiación liberada fue unas 500 veces mayor que la liberada por la bomba atómica Little Boy arrojada en Hiroshima, con lo que se convirtió en la catástrofe nuclear más grave de la historia de la humanidad.

La definición de desastre, por las implicaciones prácticas que trae consigo, es generalmente reglamentada por ley, por ejemplo:

Conjunto de daños y pérdidas, en la salud, fuentes de sustento, hábitat físico, infraestructura, actividad económica y medio ambiente, que ocurre a consecuencia del impacto de un peligro o amenaza cuya intensidad genera graves alteraciones en el funcionamiento de las unidades sociales, sobrepasando la capacidad de respuesta local para atender eficazmente sus consecuencias, pudiendo ser de origen natural o inducido por la acción humana.
Capítulo VIII. Glosario de términos y siglas utilizadas. Compendio estadístico 2020

## Definiciones
- Evento súbito, calamitoso que conlleva daño, pérdida o destrucción);[3][1]
- Rápido, instantáneo o profundo impacto en el medio ambiente natural y en el sistema socioeconómico. (Alexander, 1993)[1]
- Acontecimiento concentrado en tiempo y lugar que amenaza una sociedad o una división relativa de una sociedad y que conlleva consecuencias no deseadas como resultado de precauciones que habían sido aceptadas culturalmente (Turner, 1976).[1]
- Evento extremo como cualquier manifestación del sistema de la tierra (litósfera, hidrósfera, biósfera o atmósfera) que difiere sustancialmente del término medio (Alexander, 1993).[1]
- Evento que tiene como resultado la muerte o daño para las personas y valiosas pérdidas como edificaciones, sistemas de comunicación, tierras, bosques y medio ambiente natural.[1][4]
- Alteraciones intensas en las personas, los bienes, los servicios o en el medio ambiente, causadas por un suceso natural o generado por la actividad humana, que excede la capacidad de respuesta de la comunidad afectada.[4]
- Un evento o conjunto de eventos, causados por la naturaleza (terremotos, sequías, inundaciones, etc.) o por actitudes humanas (incendios, accidentes de transporte, etc.), durante el cual hay perdidas humanas, materiales e interrupción de procesos socioecónomicos. (HugoGs, 2000)

## Tipos de catástrofe
Hay catástrofes de tipo natural, tecnológicas y humanas.

### Naturales
Cuando el acontecimiento lamentable es provocado por la misma naturaleza, por ejemplo un tsunami causado por el movimiento de placas tectónicas, el desbordamiento de un río, deslizamientos de ladera por lluvias torrenciales, etc.

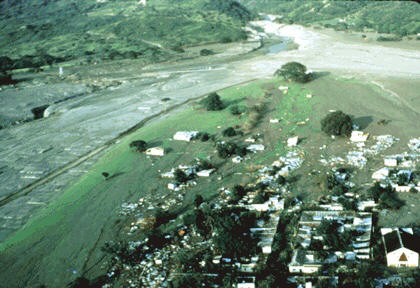
Erupción del Nevado del Ruiz de 1985
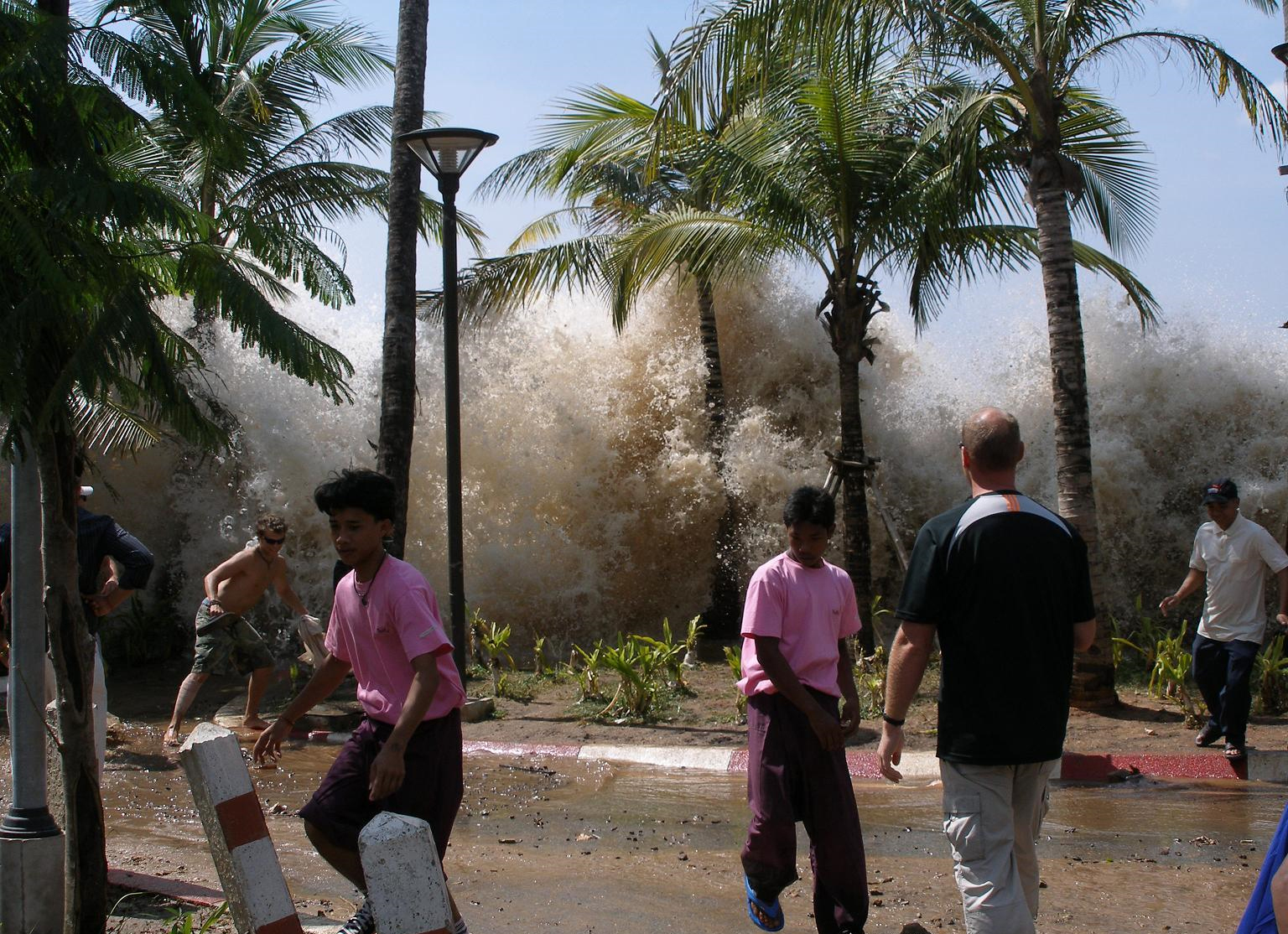
Terremoto y tsunamis del océano Índico de 2004
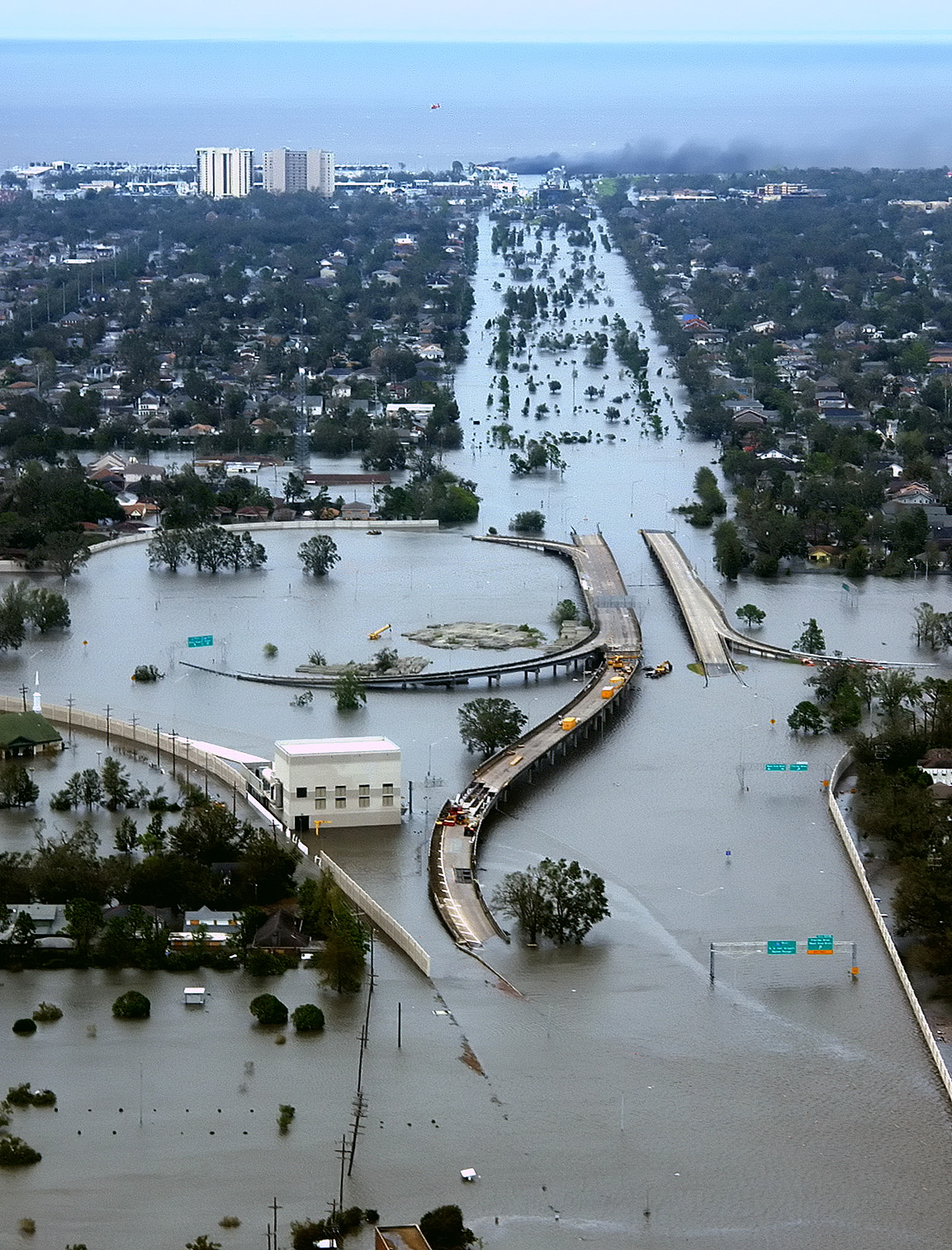
Nueva Orleans inundada por el Huracán Katrina
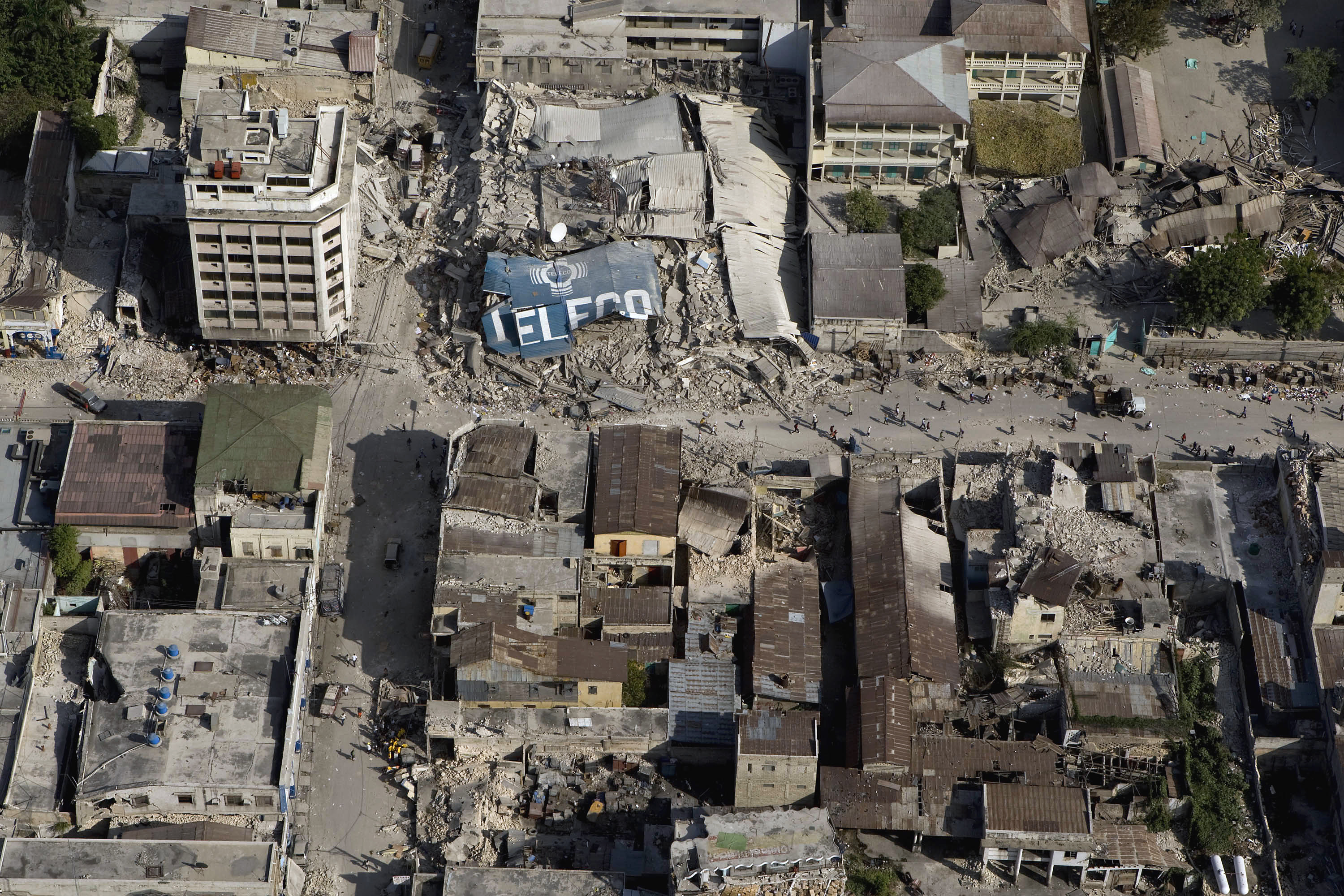
Terremoto de Haití de 2010
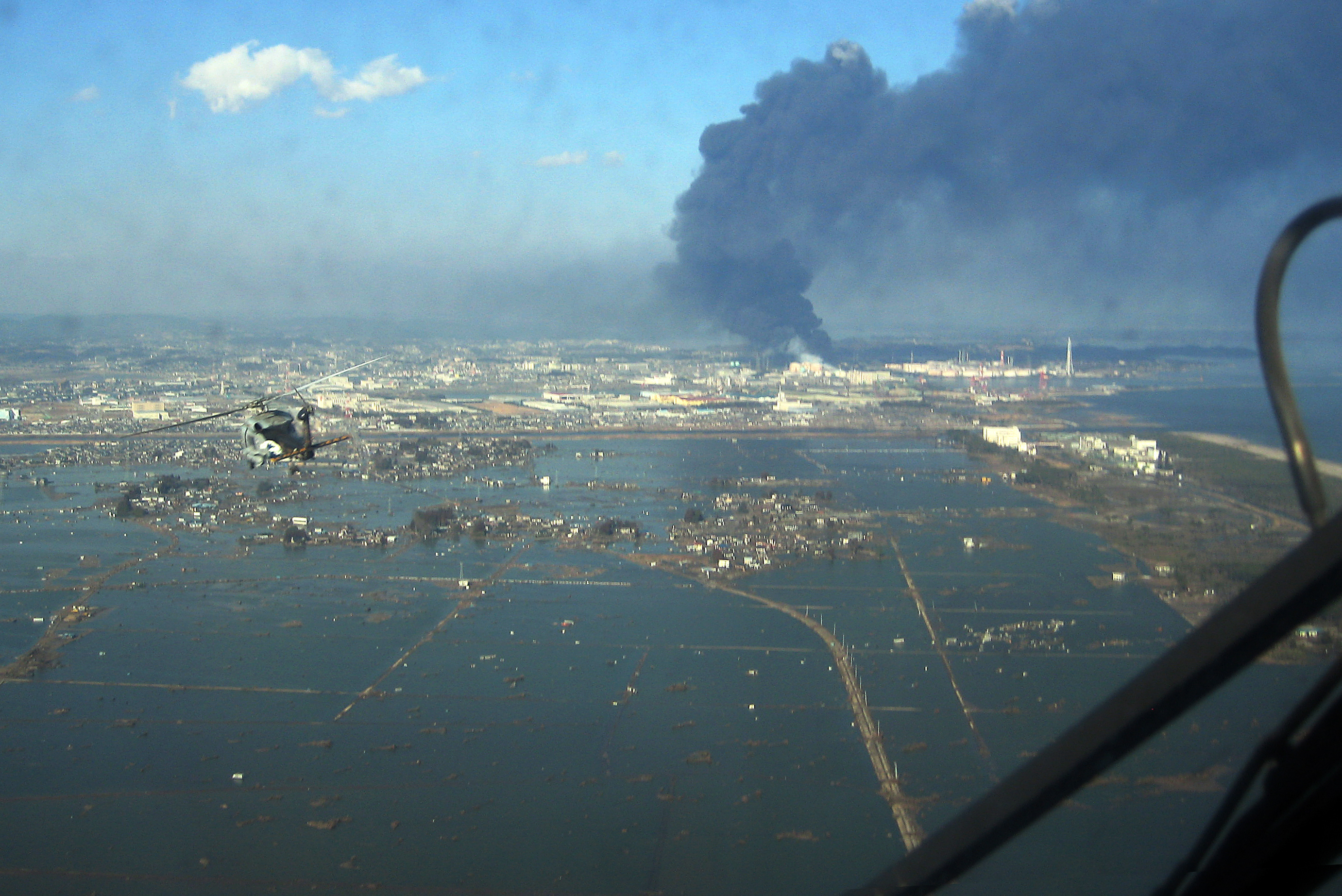
Terremoto y tsunami de Japón de 2011

### Tecnológicos
Ejemplos: derrame químico, accidente industrial o accidentes de tránsitos (aéreo, terrestre y marítimo).

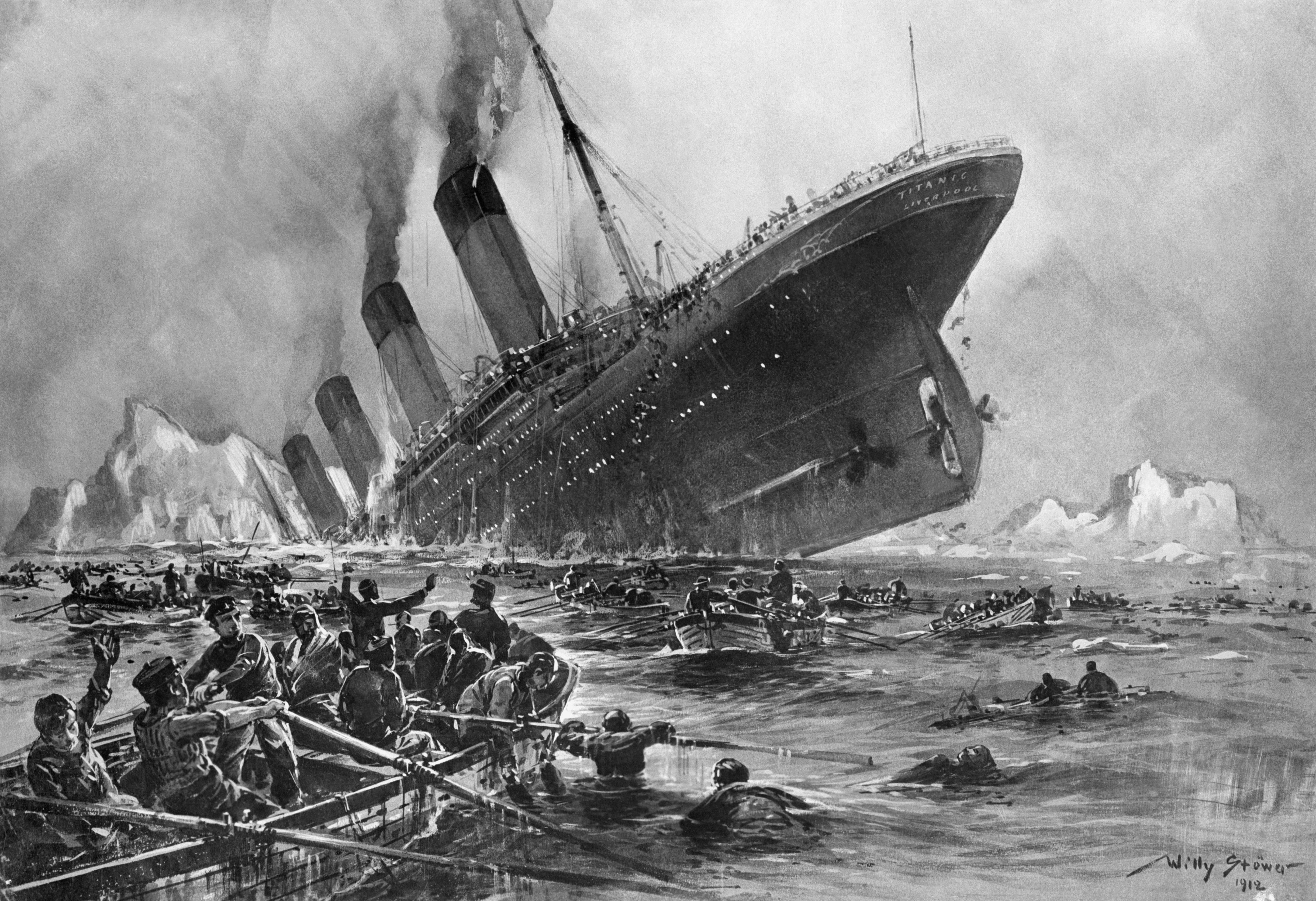
Hundimiento del RMS Titanic tras chocar con un iceberg
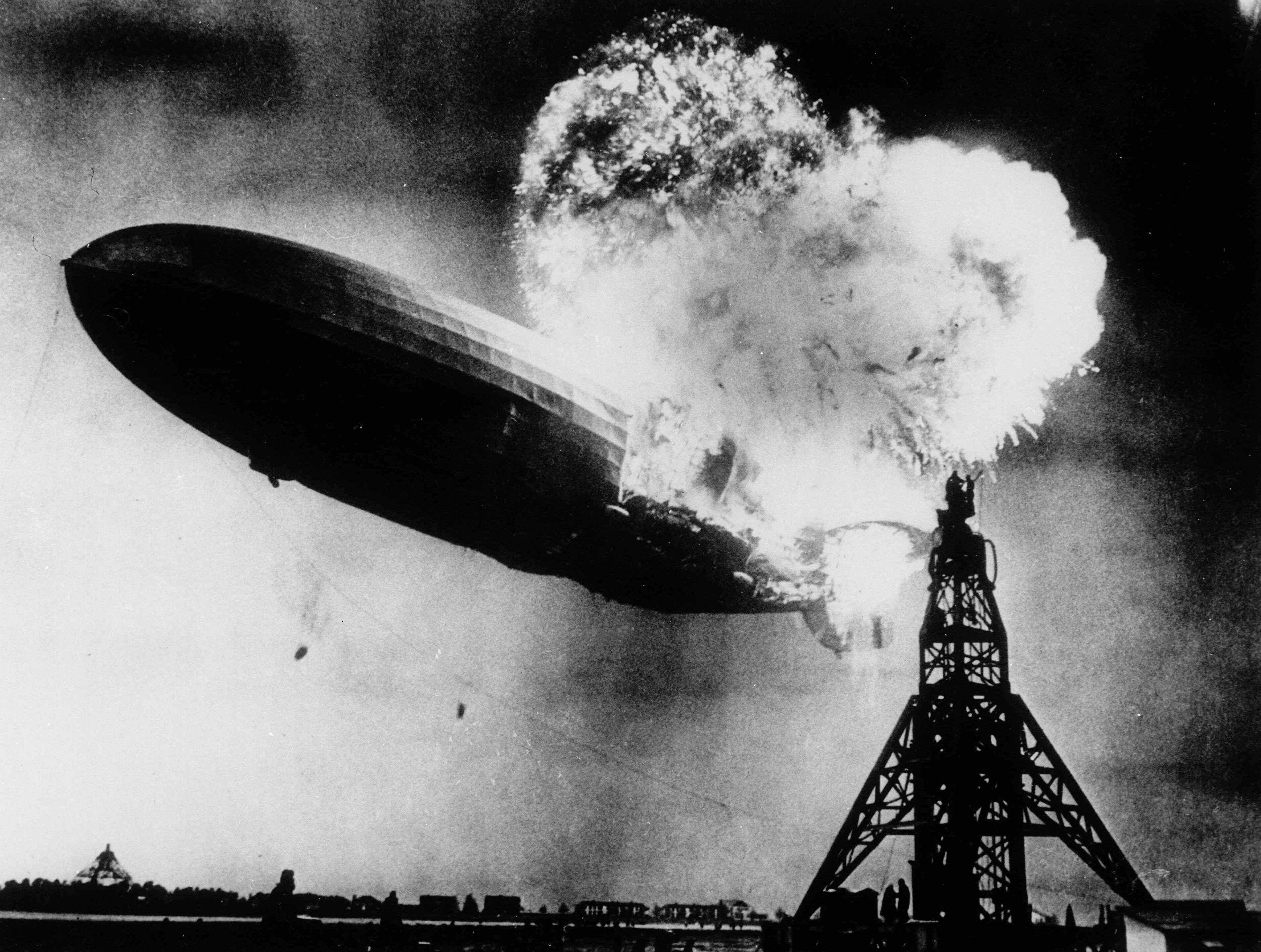
Accidente del dirigible Hindenburg LZ 129
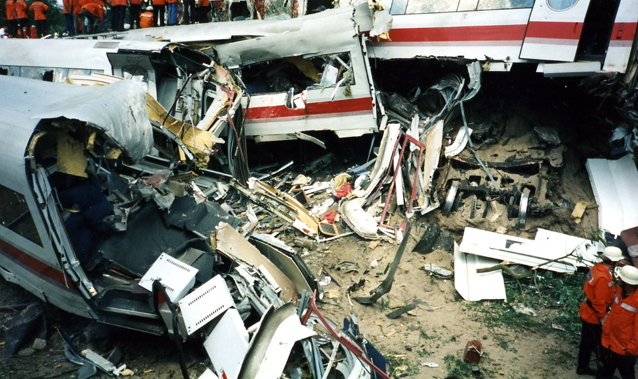
Descarrilamiento de Eschede
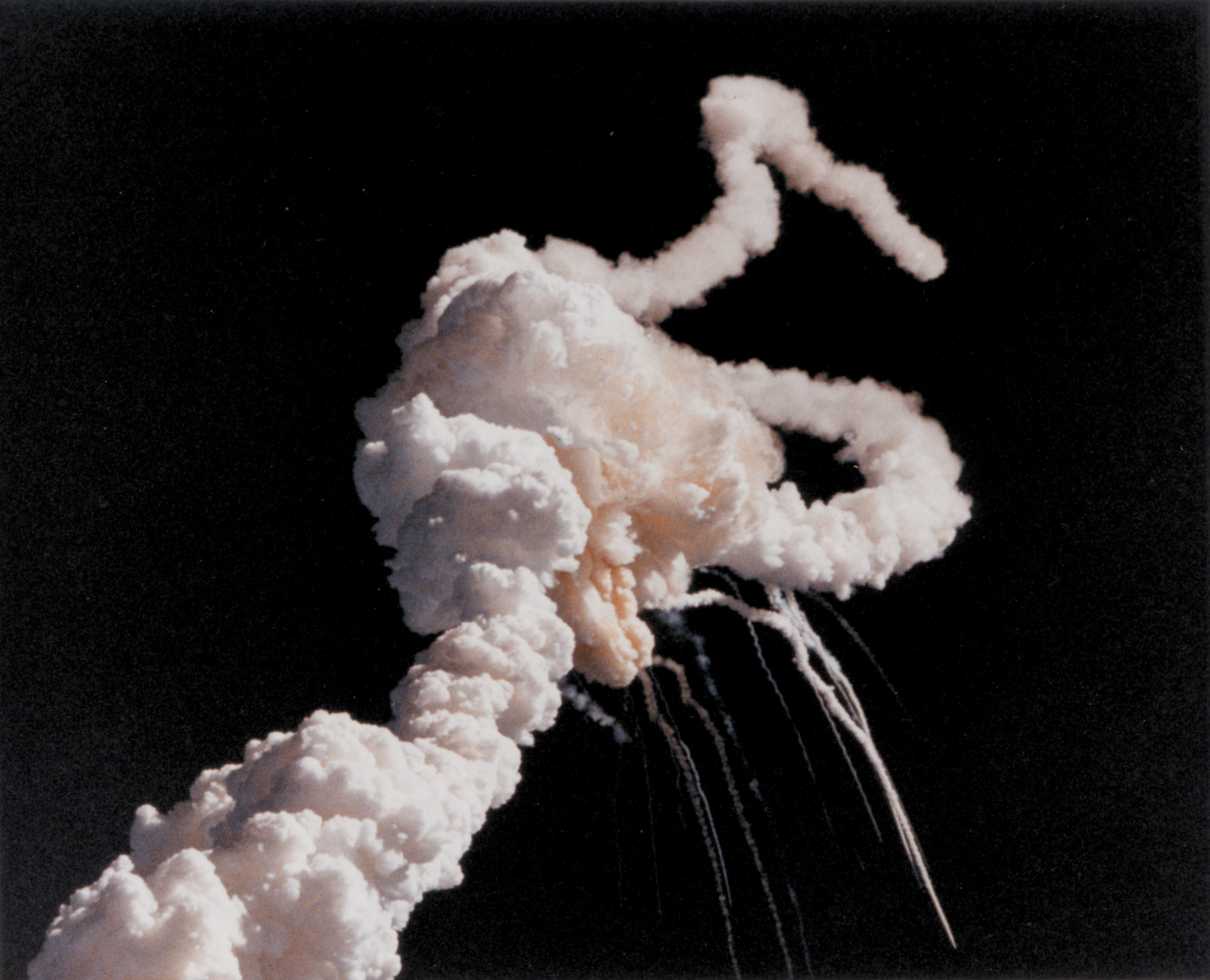
Accidente del transbordador espacial Challenger

### Provocadas por el ser humano
Se pueden clasificar como: bélicos y antropogénicos
Bélicos
Es cualquier destrucción o conflicto hecho por el hombre caracterizado por las armas y la violencia.

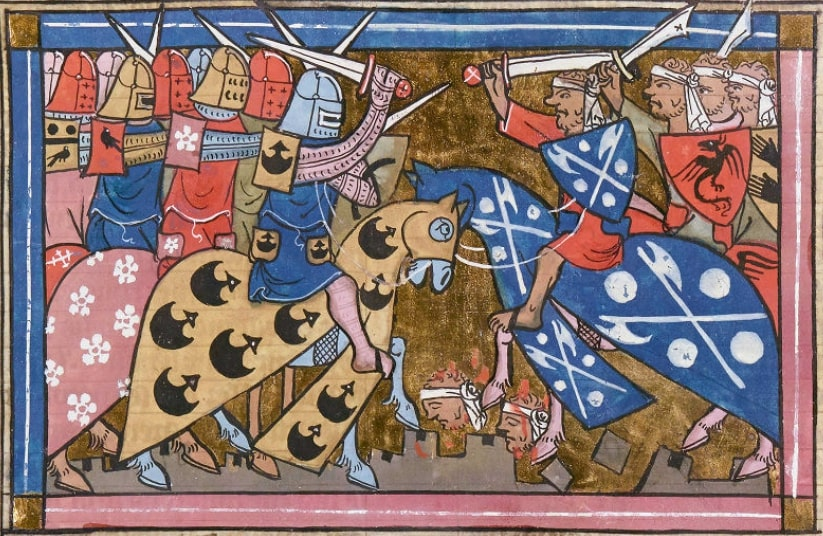
Las Cruzadas
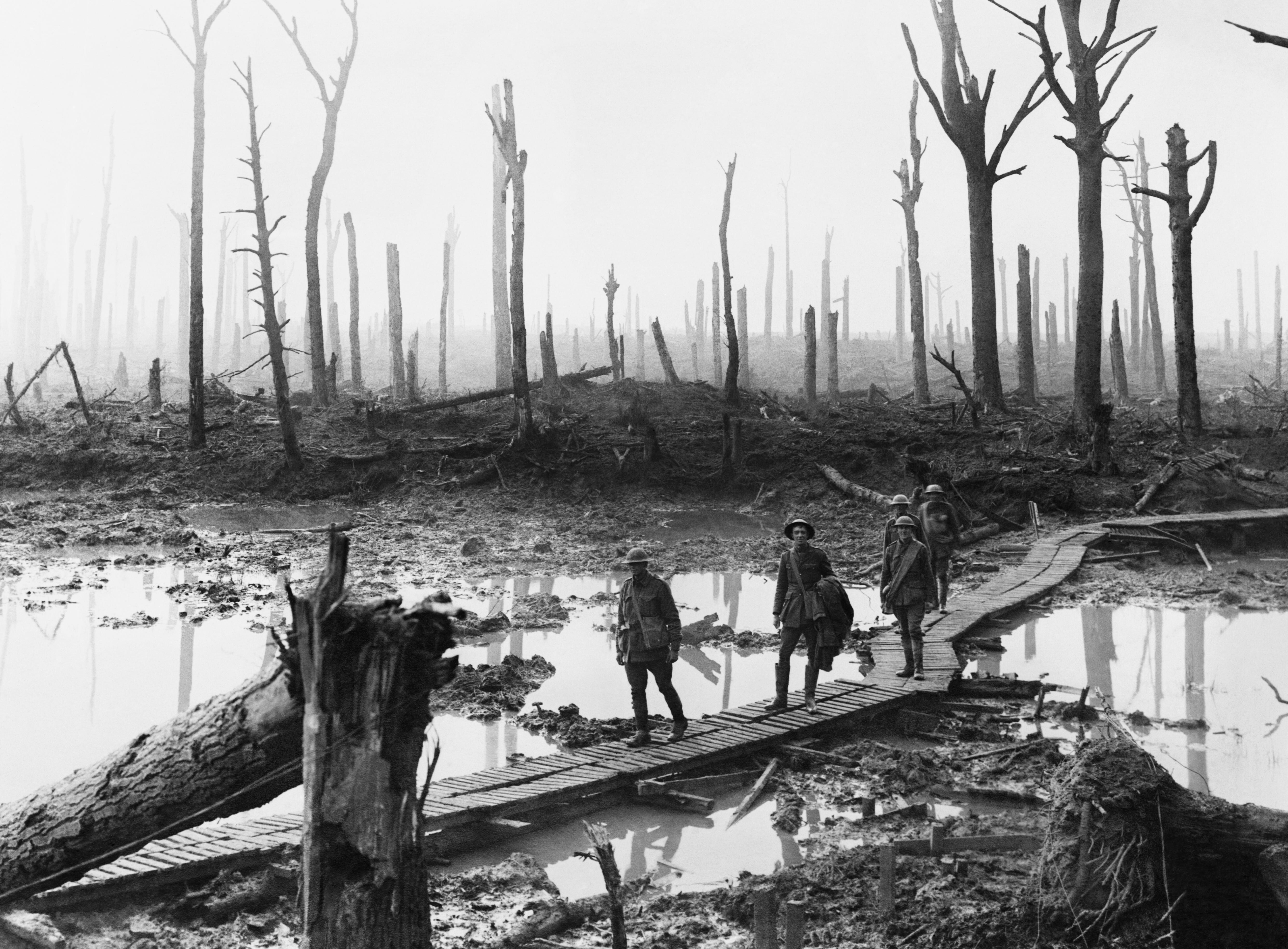
Primera Guerra Mundial
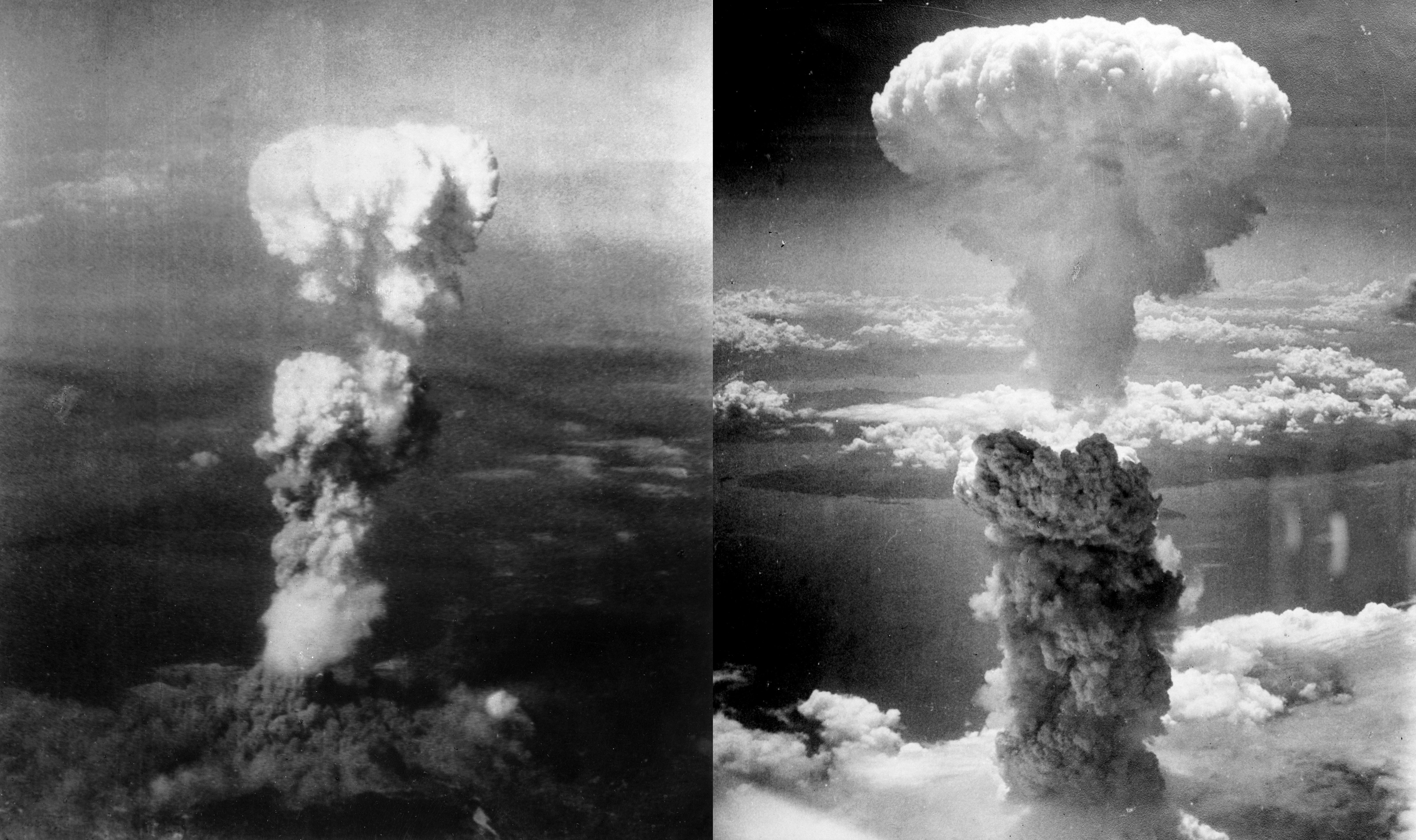
Bombardeos atómicos sobre Hiroshima y Nagasaki, Segunda Guerra Mundial
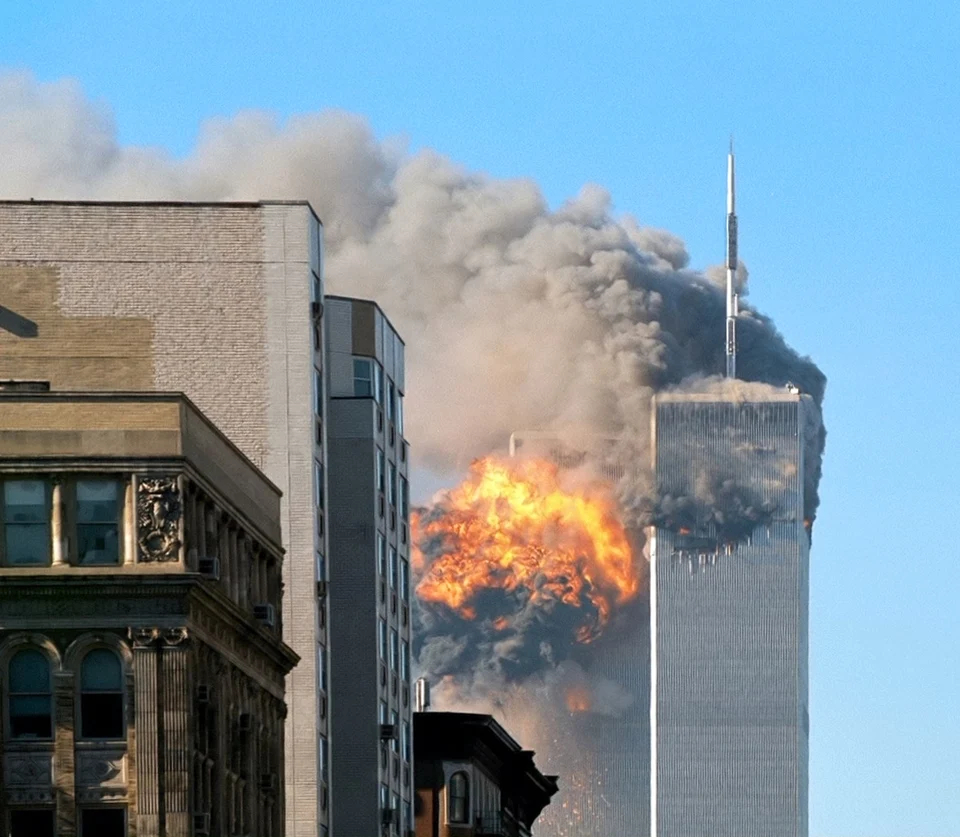
Atentados del 11 de septiembre de 2001

Antropogénicos
Son aquellos desastres que son generados por el hombre tales como: incendios, algunos casos de inundaciones, tecnológicos, entre otros.

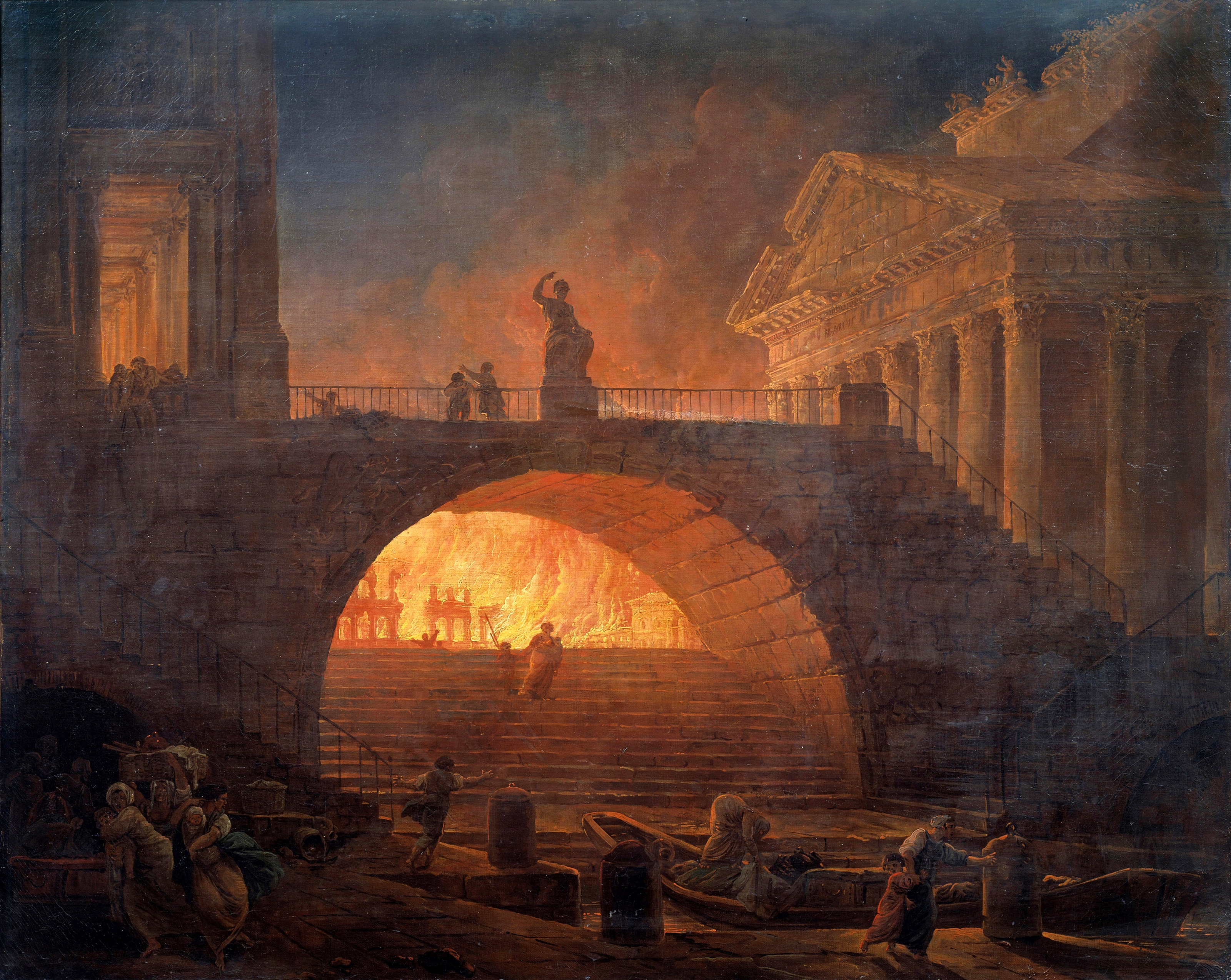
Gran incendio de Roma
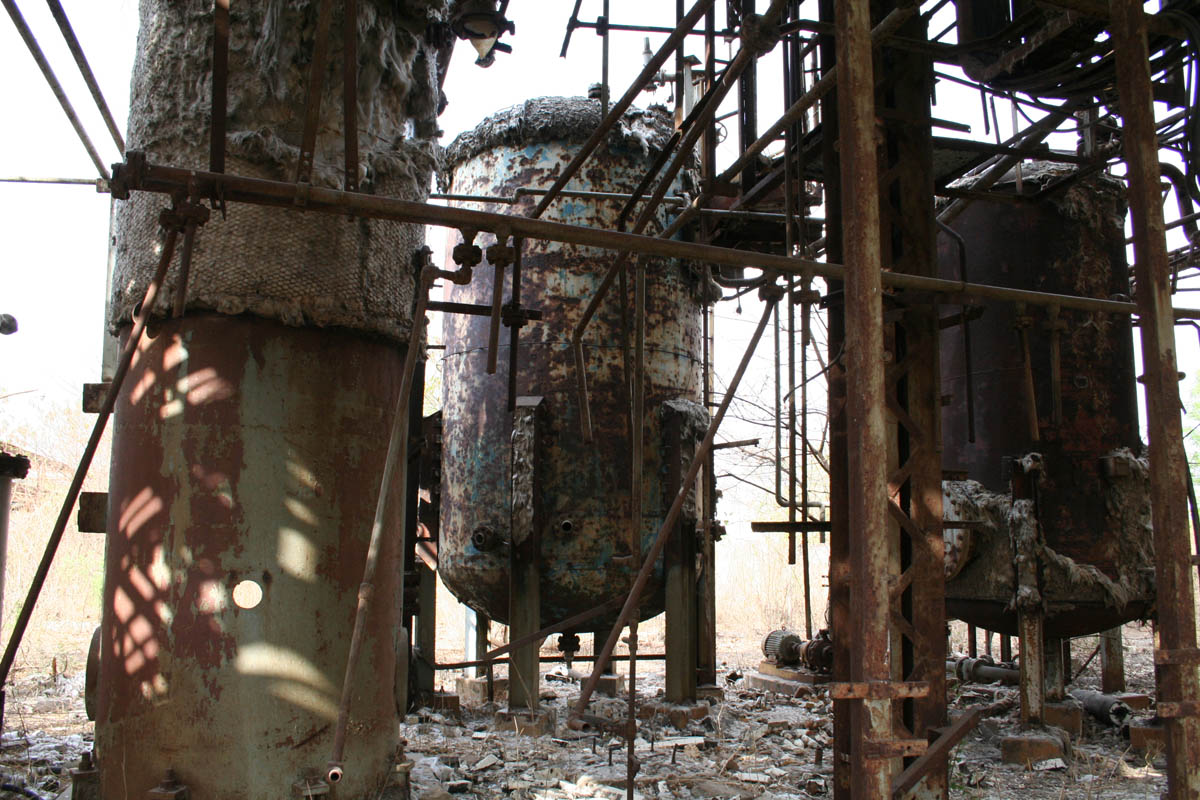
Desastre de Bhopal causado por una fuga de pesticidas.
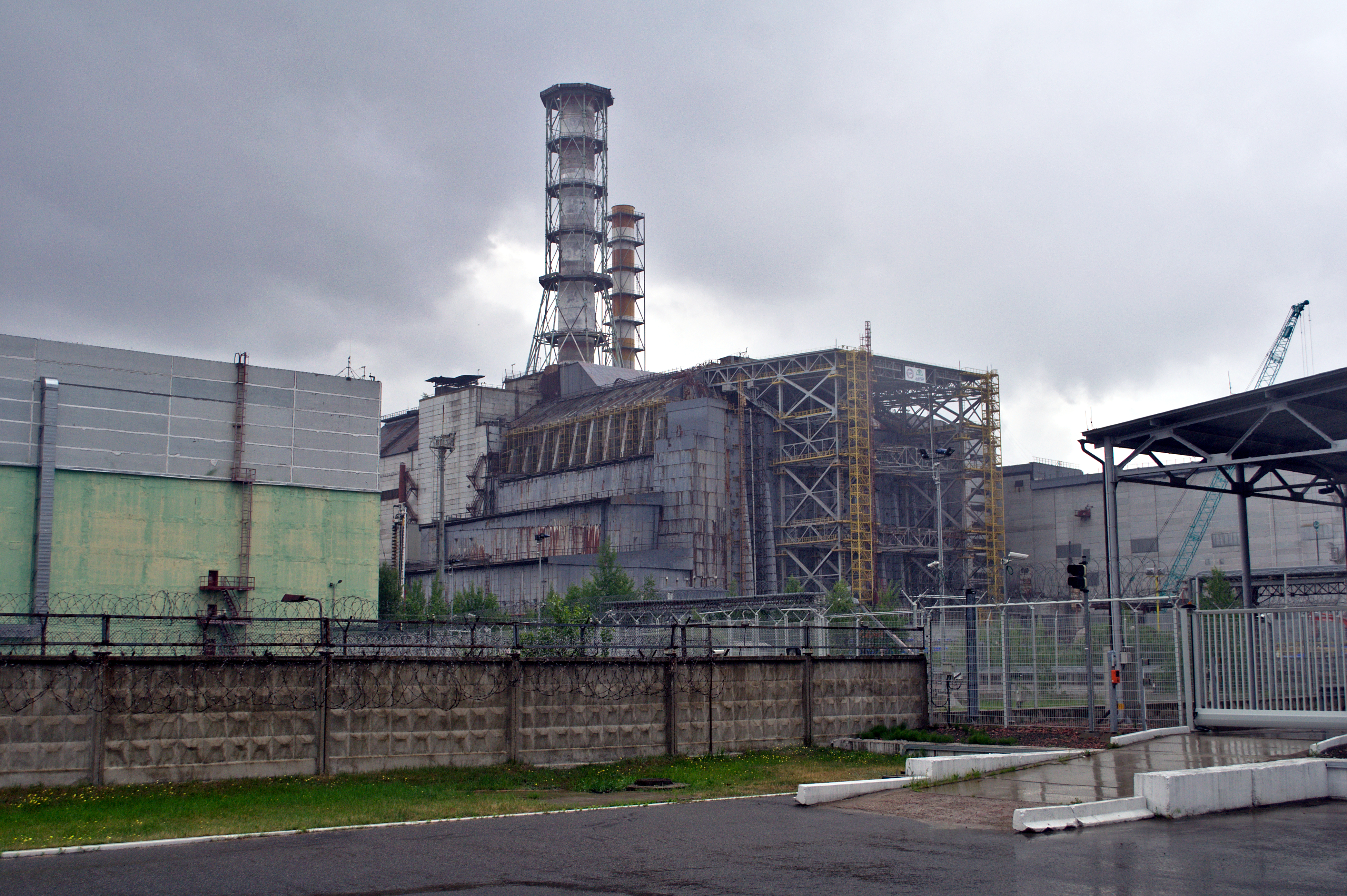
Sárcofago construido tras el Accidente de Chernóbil
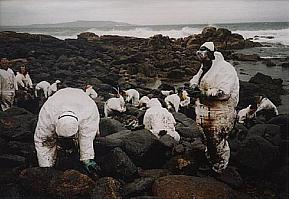
Limpieza de un derrame de petróleo por un vertido
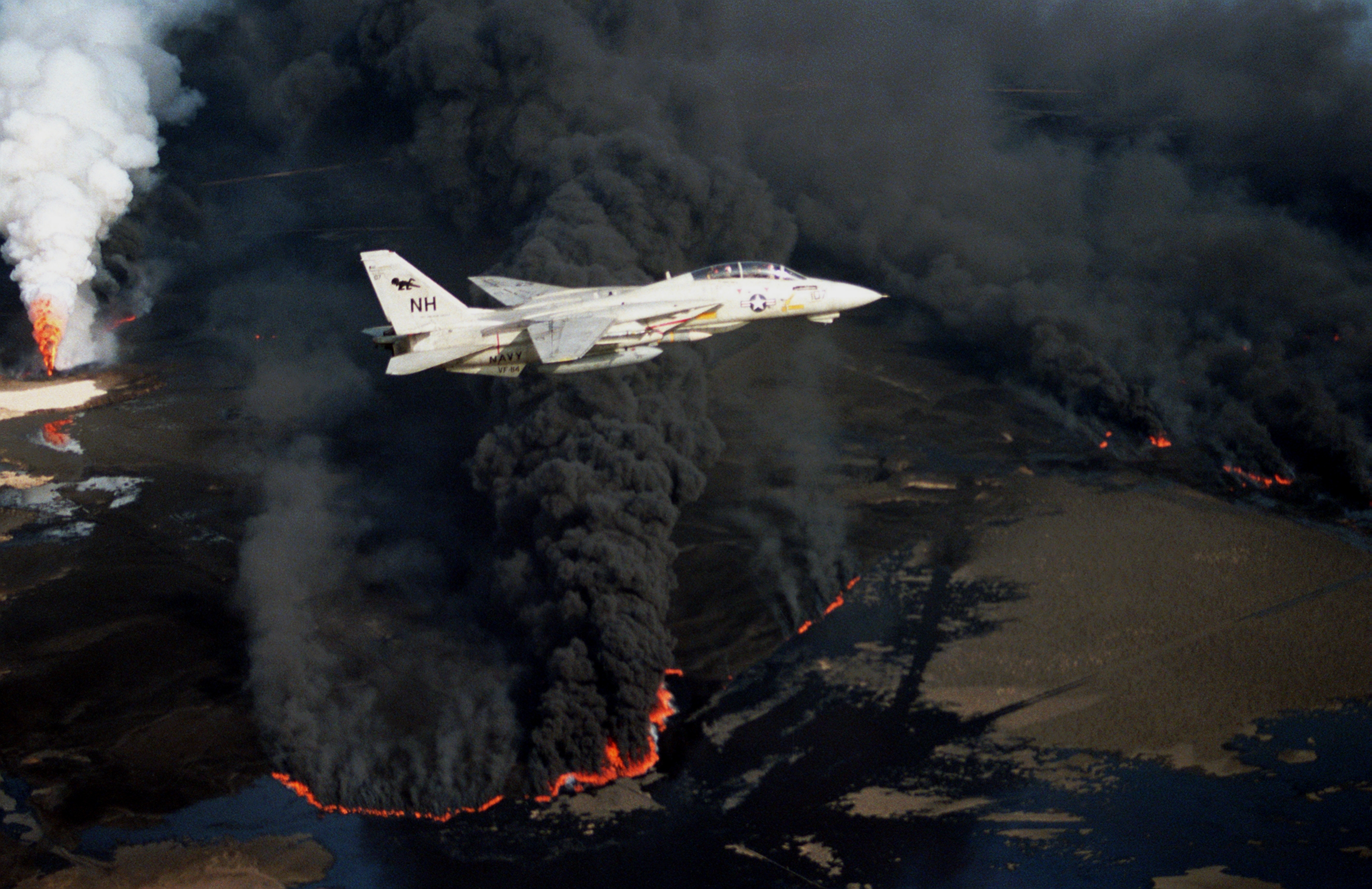
Incendios petroleros de Kuwait

## Etapas y fases de los desastres
Generalmente se consideran la siguiente secuencia de etapas relacionadas con lo que se denomina "Ciclo de los Desastres", dichas fases, con sus respectivas etapas son las siguientes:
Gestión de riesgos
Componente del sistema social constituido por un proceso eficiente de planificación, organización, dirección  y control dirigido al análisis y la reducción de riesgos, el manejo de eventos adversos y la recuperación ante los ya ocurridos.
Hasta hace pocos años se hablaba del ciclo de los desastres, con fases y etapas, hoy se consideran áreas y componentes que mantienen una relación simbiótica y que no necesariamente tienen una secuencia temporal.

Áreas y componentes
Análisis de riesgos: Estudio de amenazas y vulnerabilidades
Reducción de riesgos: Prevención, mitigación
Manejo de eventos adversos: tiene que haber una preparación, alerta y respuesta.
Recuperación: rehabilitación, reconstrucción
- Antes: Comprende las actividades que se desarrollan previamente a la ocurrencia del desastre:
  - Prevención: La prevención está constituida de una serie de actividades que se desarrollan en un periodo en el cual no existe la inminencia de un desastre, como forma de evitar que este ocurra. Las medidas de prevención pueden de diverso carácter. Por ejemplo:  medidas no estructurales. Establecer una normatividad, en áreas sísmicas, para que las construcciones respeten ciertos parámetros que las hagan resistentes a los sismos más frecuentes. Estas medidas tienen efecto a medio y largo plazo. Medidas estructurales, por ejemplo construir un dique de contención para proteger una determinada área contra frecuentes inundaciones. Estas medidas tienen un efecto a largo plazo siempre que medie una adecuada manutención de las mismas. Medidas de gestión a corto plazo: Por ejemplo antes del inicio del periodo de lluvias intensas programar actividades de limpieza de los drenes, para que las lluvias los encuentren perfectamente operativos. Estas medidas tienen un efecto a corto plazo, para el próximo periodo de lluvias.
  - Mitigación: La mitigación pretende aminorar los daños de un evento catastrófico, reconociendo que en algunas ocasiones es imposible evitar su ocurrencia. Aquí también se tienen medidas estructurales, como por ejemplo disponer de construcciones construidas a prueba de huracanes, donde la población vecina pueda acudir para protegerse cuando se anuncia el pasaje de un huracán por la zona; y medidas no estructurales, como por ejemplo disponer de un servicio de alerta temprana de la ocurrencia de un determinado fenómeno que puede causar daños a la población,
  - Preparación: Algunos fenómenos que pueden llegar a ser catastróficos pueden predecirse con una cierta antelación. En estos casos puede procederse a preparar y estructurar una respuesta, para que esta sea rápida eficiente y eficaz.
  - Alerta
- Durante: Son las actividades que se desarrollas inmediatamente después de ocurrido el fenómeno natural, durante el período de emergencia.
  - Respuesta: Las actividades de respuesta a un desastre son las que se desarrollan inmediatamente después de ocurrido el evento, durante el período de emergencia. Esta actividad puede comprender acciones como: evacuación de las áreas afectadas, rescate y asistencia sanitaria de las personas directamente afectadas, y otras acciones que dependerán del tipo de catástrofe, y que se desarrollan durante el tiempo en que la comunidad se encuentra desorganizada y los servicios básicos no funcionan. En la mayoría de los desastres este período es de corta duración, excepto en casos como sequías, hambrunas y conflictos civiles. Esta fase es la más dramática y traumática, razón por la cual concentra la atención de los medios de comunicación y de la comunidad internacional.
- Después: Son la serie de actividades que se desarrollan después de ocurrido el desastre, y comprende:
  - Rehabilitación. La rehabilitación, periodo de transición que se inicia después de terminada la respuesta de emergencia, en esta etapa se restablecen los servicios básicos, indispensables en el corto plazo, como por ejemplo el servicio de abastecimiento de agua potable.
  - Reconstrucción. La reconstrucción consiste en la reparación de la infraestructura y la restauración del sistema productivo, a mediano o largo plazo, con miras a alcanzar o superar el nivel de desarrollo previo al desastre.

## Consecuencias
1. Implica la pérdida de la capacidad operativa de una organización, una localidad, región o país. Necesita para su resolución la participación cooperativa de varios grupos que normalmente no necesitan trabajar codo con codo para controlar emergencias.
2. Requiere que las partes implicadas renuncien a la autonomía y libertad tradicional para producir respuestas en conjunto y organizadas. Siguiendo un comando o estructura predefinida.
3. Cambia el desarrollo habitual de las medidas.
4. Es necesario un acercamiento entre organizaciones públicas y privadas en las operaciones.

Según la magnitud del desastre, puede ocurrir:
1. Destruye a la mayor parte de una comunidad.
2. Impide a los servicios locales hacer sus deberes.
3. Provoca un cese en la mayoría de las funciones de la comunidad.
4. Impide a las comunidades adyacentes el envío de ayuda.

Conceptos asociados:
- Emergencia ordinaria: Un acontecimiento que puede ser controlado localmente sin necesidad de añadir medidas o cambios en el procedimiento de atención es un concepto amplio que se refiere generalmente a un suceso que provoca un daño o una perturbación.
- Catástrofe: Algunos conceptúan erróneamente que implica un mayor grado destructivo que un desastre. La acepción verdadera se entiende mejor si se considera la catástrofe como el "hecho" y el desastre como la consecuencia.
- Resiliencia:  Capacidad de un sistema, comunidad o sociedad expuestos a una amenaza para resistir, absorber, adaptarse y recuperarse de sus efectos de manera oportuna y eficaz, lo que incluye la preservación y la restauración de sus estructuras y funciones básicas.  (UN-ISDR 2009)

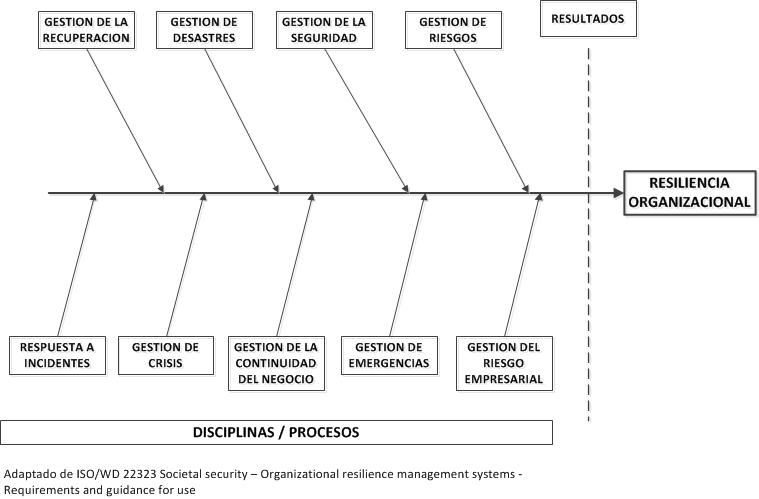
Modelo de integración

- Amenaza/Peligro: Evento físico, potencialmente perjudicial, fenómeno y/o actividad humana que puede causar la muerte o lesiones, daños materiales, interrupción de la actividad social y económica o degradación ambiental.  EIRD.2004
- Gestión del riesgo de desastres: Conjunto de decisiones administrativas, de organización y conocimientos operacionales desarrollados por sociedades y comunidades para implementar políticas, estrategias y fortalecer sus capacidades a fin de reducir el impacto de amenazas naturales y de desastres ambientales y tecnológicos consecuentes. RRD OFDA. 2008

Consecuencias psicológicas
Tanto las catástrofes naturales como en las provocadas por el ser humano pueden suponer un evento traumático para las personas afectadas. Aunque en la mayoría de los casos no se producen consecuencias a nivel psicológico, si este evento supone un desbordamiento excesivo en la persona y en su capacidad para seguir su vida con normalidad se producirá una crisis psicológica, resultando comúnmente en un Trastorno por estrés agudo.
Cuando la persona es tratada rápidamente, los síntomas de estrés agudo suelen disminuir o desaparecer completamente en los siguientes 30 días. En algunos casos, particularmente cuando no hay tratamiento, este desorden puede persistir. Si su duración es de uno a tres meses, se denomina Trastorno por estrés postraumático (TEPT).
Cuando los síntomas persisten durante más de tres meses, se denomina Trastorno por estrés postraumático crónico.
Estrategias de intervención y apoyo 
En el primer contacto es útil conseguir información básica sobre la persona: su nombre, condición médica, sistema de apoyo social, etc., pero no debe realizarse una evaluación prolongada, pues el paciente se encuentra sufriendo una crisis. La persona que intervenga (denominado consejero de crisis) debe procurar que el paciente esté cómodo, invitarlo a que hable y explicarle lo que va a realizar).
La función del consejero de crisis es  tranquilizar, educar, ofrecer consejos prácticos referidos a las necesidades de los pacientes... Además, debe consultar acerca de la medicación con médicos y psiquiatras y referir a los pacientes a donde fuese necesario. El consejero debe estar muy atento a la condición médica de los pacientes y realizar consultas médicas si observa que la depresión, ansiedad o insomnio están presentes a un nivel que perjudique gravemente la capacidad de actuación del paciente o que hagan imposible su intervención en la crisis.
Los objetivos a corto plazo son: calmar al paciente, controlar su miedo, hablar acerca de lo que le ha sucedido, conseguirle resguardo durante la noche, y asegurarse de que tiene algo que comer, etc., Los objetivos a largo plazo incluyen ayudar al paciente en su búsqueda de trabajo, proporcionarle un albergue permanente si ha perdido su vivienda, realizar una terapia más larga si es necesario, etc. 

## Trabajo en catástrofes
En los años 70 del pasado siglo, los equipos de atención psicosocial en crisis y desastres. En España, se crearon los grupos interinstitucionales de atención en crisis y desastres en el año 1997, continuando con la tarea promovida por la Ley 2/1985 y el Real Decreto 407/1992, y que incluían a Policía, Guardia Civil, Protección Civil y Cruz Roja, entre otros.
El motivo de actuación en este tipo de sucesos es la aparición de trastornos mentales, puesto que las catástrofes suelen potenciar un comportamiento más primitivo e impulsivo que genera sensación de desamparo.
Las fases de actuación en crisis y catástrofes son las siguientes:
1.     Contacto y conexión:
- Protección y seguridad.
- Información veraz.
- Facilitar la comprensión.
- Asesorar a allegados.
- Mediar en conflictos.
- Identificar y reducir pensamientos distorsionados.
- Explicar la normalidad de las reacciones emocionales, cognitivas, fisiológicas y conductuales.
- Dar claves para reducir ansiedad.
- Control de ciclos circadianos, alimentación e hidratación.
- Identificar si hay psicopatología previa.
- Implantar estrategias de afrontamiento.
- Reforzar sentimiento de autocontrol y autoeficacia.
- Valorar factores de protección y vulnerabilidad.
- Valorar derivaciones.
- Identificar y activar red de apoyo.
- Preparar para reconocimiento de cadáveres, incluyendo el acompañamiento en ello.
- Acompañamiento en entierro si se solicita.

2.     Seguimiento:
- Observar asimilación de la situación.
- Ayudar en la elaboración del duelo.
- Valorar pérdida funcional, autoestima, autoeficacia.
- Ayuda en toma de decisiones.
- Identificar factores biopsicosociales que afecten el proceso.
- Derivación.

3.     Comprobación:
- Que la persona haya recuperado su vida.

Las consecuencias que trae este trabajo para las personas que lo realizan son sentimientos de orgullo y satisfacción laboral, consciencia social, deterioro emocional y, en muchas ocasiones, síndrome de fatiga por compasión, desgaste por empatía y estrés traumático secundario.

## Algunas de las catástrofes más devastadoras de la historia
- Bombardeos atómicos sobre Hiroshima y Nagasaki: Ataques con dos bombas nucleares en Japón a fines de la Segunda Guerra Mundial en 1945, cerca de 220.000 víctimas.
- Terremoto de Valdivia de 1960: Ubicado en Chile, es el terremoto registrado más grande de la historia, con una magnitud de 9,5° en escala de Richter. Posteriormente acontece un Tsunami y erupción del volcán Puyehue, a 200 km del epicentro.  2000 víctimas y más de 2.000.000 de damnificados.
- Desastre de Bhopal: una fuga en una fábrica de pesticidas de la India en 1984 pudo matar hasta a 25.000 personas.
- Accidente de Chernóbil: Accidente nuclear en una ciudad de Ucrania en 1986, 31 muertes directas. En la actualidad ya se cuentan más de 20.000 muertos por consecuencia a la exposición a la radiación, y se estima que la cifra ascenderá a aproximadamente 4.000 víctimas.
- Terremoto y tsunami del océano Índico de 2004: un terremoto submarino provocó un tsunami que barrió gran parte de las costas del Océano Índico, matando a más de 220.000 personas.
- Terremoto de Japón del 11 de marzo de 2011 fue un terremoto devastador seguido de un gran tsunami que dejó más de 15.000 muertos y cientos de heridos y provocando una catástrofe nuclear en la central de Fukushima.[6]